# Sent Bonet de Gardon
Sent Bonet del Gard (en francès Saint-Bonnet-du-Gard) és un municipi francès situat al departament del Gard i a la regió d'Occitània.